# Zechstein
Zechstein är den yngre delen av permperioden (Loping). Den kännetecknades av torrt, varmt klimat och en allmän uppgrundning av grundhaven. Därigenom avsnördes havsvikar, och saltvattnet avdunstades med bildning av mäktiga saltlager på många ställen, bl. a. i norra Tyskland och Nordsjön samt i centrala USA. Dessa saltlager bildar idag ofta saltstockar (diapirer), som trängt upp genom yngre avlagringar. Sådana strukturer är viktiga som oljefällor.

## Stratigrafi
Zechstein ges vanligen status som litostratigrafisk grupp och som sådan omfattar ett antal geologiska formationer. Den består av minst fem depositionscykler av utfällda stenar, som är märkta Z1 till Z5. De funna litologierna är halit ("bergsalt"), anhydrit, dolomit och skiffer.

## Ekonomisk betydelse

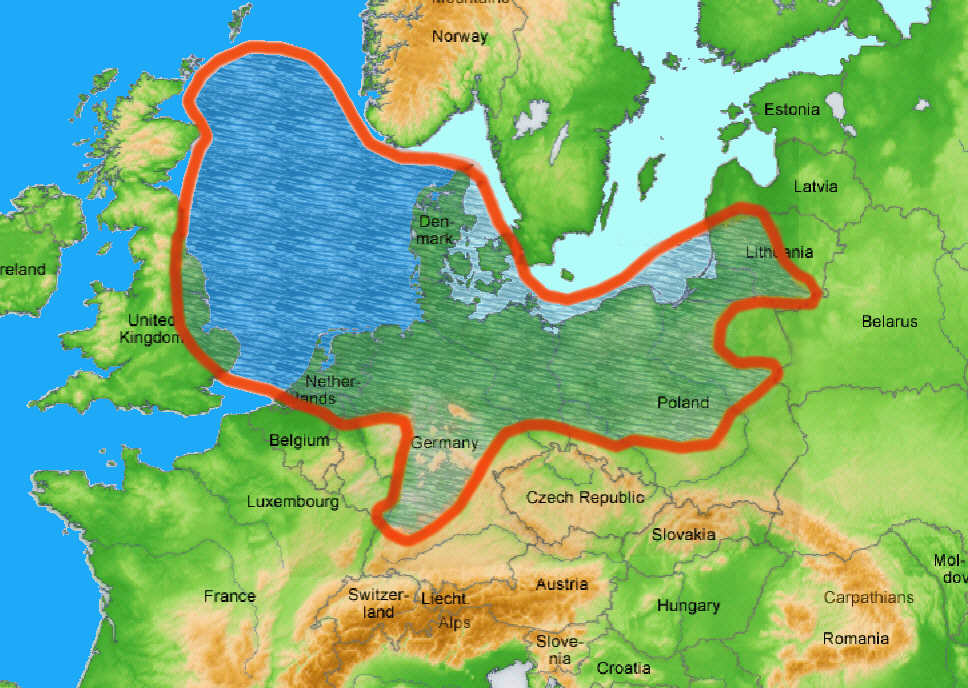
Zechsteinhavets utbredning i norra Europa.

Zechstein har stor ekonomisk betydelse i Nordsjöns oljedistrikt. I södra gasbassängen, utgör det huvudsaklig caprock till gasfälten med Rotliegendreservoaren. Det utgör också en reservoar i Aukoljefältet i den centrala delen av Nordsjön. Längre norrut blir zechsteinsalt diapiriskt och bildar saltgrottor som utgör strukturen för flera oljefält, såsom Machar. Zechsteindolomiterna finns nära kusten i länet Durham, England, där de kallas magnesiansk kalksten.
Precis ovanför basen av zechsteinformationen finns ett ganska tunt skikt av lerskiffer eller skiffer, där det har metamorfiserats, känt som kupferschiefer för sin höga kopparhalt. I sin omodifierade form har detta skikt hög halt av svavelföreningar som är typiska för slam deponerat i stillastående grunda träsk. Där sprickor har tillåtit det mineralrika grundvattnet att cirkulera genom detta skikt, har svavel oxiderat metalljoner till metalliska sulfidmalmer. Från medeltid till modern tid, har denna tunna men vida spridda konstellation av malmkroppar varit av oerhörd betydelse som en källa till koppar i stora delar av norra Europa.
Zechsteinsaltskiktet används också för underjordisk lagring av gas i England, Tyskland och Frankrike.